# 萬延
萬延是日本的年號之一，在安政之後，文久之前，指的是1860年~1861年這段期間。此時的天皇是孝明天皇，江戶幕府將軍是德川家茂。

## 改元
- 安政七年三月十八日（西元1860年4月8日） 因江戶城火災與櫻田門外之變等災難之事而改元。
- 萬延二年二月十九日（西元1861年3月29日） 改元文久。

## 出典
出自《後漢書》馬融傳裡「豐千億之子孫，歷萬載而永延」之句。

## 萬延年間要事
元年
- 五品江戶廻送令
- 和宮降嫁勅許

## 西元對照表
| 萬延 | 元年   | 2年    |
| ---- | ------ | ------ |
| 西元 | 1860年 | 1861年 |
| 干支 | 庚申   | 辛酉   |

## 關連項目
- 《萬延元年的足球隊》

| 前一年號： 安政 | 日本年號 | 下一年號： 文久 |